# Metalingulina
Metalingulina es un género de foraminífero bentónico de la Subfamilia Entolingulininae, de la Familia Glandulinidae, de la Superfamilia Polymorphinoidea, del Suborden Lagenina y del Orden Lagenida. Su especie-tipo es Metalingulina belluliformis. Su rango cronoestratigráfico abarca el Holoceno.

## Discusión
Clasificaciones previas incluían Metalingulina en la Superfamilia Nodosarioidea.

## Clasificación
Metalingulina incluye a las siguientes especies:
- Metalingulina bellula
- Metalingulina belluliformis